# ريتا رولاند
ريتا رولاند (بالإنجليزية: Rita Roland)‏ هي مونتيرة أمريكية، ولدت في 5 أكتوبر 1914، وتوفيت في 17 أغسطس 1998 في لوس أنجلوس في الولايات المتحدة.

## وصلات خارجية
- ريتا رولاند على موقع IMDb (الإنجليزية)
- ريتا رولاند على موقع ألو سيني (الفرنسية)
- ريتا رولاند على موقع أول موفي (الإنجليزية)
- ريتا رولاند على موقع قاعدة بيانات الأفلام السويدية (السويدية)
- ريتا رولاند على موقع قاعدة بيانات الفيلم (الإنجليزية)
- ريتا رولاند على موقع كينوبويسك (الروسية)